# Sam Peckinpah
David Samuel Peckinpah (Fresno, 21 februari 1925 – Inglewood, 28 december 1984) was een Amerikaanse filmregisseur. Hij werd vooral beroemd om zijn zeer gewelddadige maar interessante westerns en actiefilms waarin hij de duistere kanten van de menselijke psyche blootlegde.

## Biografie

### Jeugd
David Samuel Peckinpah werd in 1925 geboren in Fresno in Californië als zoon van een veehouder. Hij groeide op als een echte cowboy en hield zich in zijn jeugd bezig met jagen, paardrijden en trektochten naar Mexico. Deze onderwerpen en motieven zouden later veelvuldig in zijn films terugkomen.
Tijdens de Tweede Wereldoorlog diende Peckinpah bij de Amerikaanse marine en hij werd gestationeerd in China. Hoewel Peckinpah nooit echt gevochten heeft, bezorgden de gruwelen van de oorlog hem een permanente pessimistische levensvisie, die vrijwel al zijn films zou kenmerken. 

Na de oorlog ambieerde Peckinpah een carrière als professioneel Americanfootballspeler. Maar toen hij een relatie met een toneelregisseuse kreeg, ontwikkelde Peckinpah een fascinatie voor toneel. Peckinpah begon theaterwetenschappen te studeren en hij verhuisde naar Los Angeles.

### Filmcarrière
In Los Angeles begon Peckinpah te werken als een spelregisseur bij de televisie. In de jaren 50 hadden veel Amerikaanse tv-programma's twee regisseurs: een voor het technische en visuele gedeelte en een voor de spelregie.
Peckinpah deed het echter zo goed dat hij al snel zowel de technische regie, als de spelregie op zich nam. Op deze manier regisseerde hij van 1957 tot 1960 een groot aantal afleveringen van Gunsmoke, The Horse Soldiers en The Riffleman. Later kwam hij in contact met regisseur en producent Don Siegel. Peckinpah werkte als hulpregisseur van Siegel aan speelfilms als Invasion of the Body Snatchers en Riot in Block 66. Siegel was onder de indruk van het talent van Peckinpah en hij produceerde de eerste film voor Peckinpah: The Deadly Companions (1961). Dit low-budget speelfilmdebuut was nog geen succes, maar gelukkig werd Peckinpah's volgende film, Ride the High Country (1962), een internationale klassieker. De film won de Gouden Leeuw op het filmfestival van Venetië en zette Peckinpah als een grote regisseur op de kaart.
Hierna begon hij in rap tempo films af te leveren die zowel inhoudelijk als visueel zeer duidelijk te herkennen zijn.
Van alle Amerikaanse regisseurs heeft Peckinpah ongetwijfeld de meest turbulente carrière gehad. In de jaren 60 en 70 stond Peckinpah's naam synoniem voor ruzie, financiële problemen, drankmisbruik en censuuroverschrijdingen. Ontelbare malen kreeg Peckinpah ruzie met zijn producenten over artistieke meningsverschillen. Ontelbare malen werd hij ontslagen en het aantal onafgemaakte films waaraan Peckinpah heeft meegewerkt is ongekend.
Daarnaast werden veel films naderhand door de grote filmstudio's, buiten Peckinpah's weten om, gehermonteerd en totaal veranderd. Peckinpah distantieerde zich altijd van deze producties en vaak waren deze films geen succes. Ook werden talloze van zijn films het slachtoffer van censuur. Uit sommige films werden vele scènes geknipt, weer andere werden zelfs helemaal verboden.
Veel studio's begonnen de regisseur te saboteren en hij moest zijn toevlucht zoeken in het buitenland. Zo nam Peckinpah Straw Dogs op in Engeland, Cross of Iron in Duitsland en werden een aantal films in Mexico gemaakt.
Peckinpah zelf was ook niet de makkelijkste persoon. Volgens velen leed hij aan schizofrenie en aan borderline. De ene keer was hij een zachtaardige man, het andere moment barstte hij in woede uit. Ook raakte Peckinpah hevig verslaafd aan cocaïne, marihuana en alcohol.
Ondanks al deze problemen heeft Peckinpah een aantal wereldberoemde, eigenzinnige films gemaakt die vooral door critici geprezen werden; deze films zijn allemaal uitgegroeid tot cultklassiekers. 
Het beste voorbeeld hiervan is The Wild Bunch (1969), over een groepje bankrovers dat naar Mexico vlucht. Een ander goed voorbeeld is Straw Dogs (1971), een thriller over een pacifistische wiskundeprofessor, die wordt geterroriseerd door een groep dorpelingen en uiteindelijk wraak neemt. Door zijn wraak wordt hij uiteindelijk slechter dan zijn belagers. Ook later bleef Peckinpah de controverse opzoeken: hij maakte Bring me the Head of Alfredo Garcia (1974) een smerige, zwart komische actiefilm die zich afspeelt in de Mexicaanse onderwereld en Cross of Iron (1977), een gewaagde oorlogsfilm, verteld vanuit het Duitse perspectief.
De films van Peckinpah zijn meestal erg hard, nihilistisch, rauw en smerig. Maar daartegenover staat ook dat hij subtiele, poëtische en melancholische films kon maken. Goede voorbeelden hiervan zijn The Ballad of Cable Hogue (1970), Junior Bonner (1972) en Pat Garrett and Billy the Kid (1973). Samen vormen deze films een drieluik van nostalgische westerns die gaan over de teloorgang van het oude westen.
Succesvol waren de films van Peckinpah bijna nooit, dit kwam waarschijnlijk, omdat ze te eigenzinnig waren voor een groot publiek. Tijdens z'n hele carrière heeft hij slechts twee mainstream successen gehad: The Getaway (1972), een pretentieloze, maar indrukwekkend gefilmde actiefilm met Steve McQueen in de hoofdrol en Convoy (1978), een satirische truckersfilm.
Peckinpah's hevige verslavingen zorgden ervoor dat hij nauwelijks meer films kon maken. Uiteindelijk overleed hij vlak na de opnames van The Osterman Weekend (1983) aan de gevolgen van een hartaanval.

## Handelsmerken
Inhoudelijk:
- In alle films van Peckinpah komen zo'n beetje dezelfde personages voor. De hoofdpersonen zijn altijd een of meerdere paria's die niet passen bij de wereld om hen heen. Ze dromen van een beter leven en willen dat hun dromen werkelijkheid worden. Juist terwijl ze dit willen doen, gebeurt het tegenovergestelde. Doordat de wereld om hen heen verandert, verandert ook het lot van de personen. Ze proberen hun lot te ontlopen, maar dat lukt niet. Het loopt altijd slecht met hen af.
- Een tweede thema is de escalatie van geweld. In bijna alle films van Peckinpah beginnen er kleine spanningen te komen, deze spanningen worden steeds groter. En gaandeweg transformeren de personages van zachtaardig tot supergewelddadig. Uiteindelijk komt het tot een uitbarsting van geweld. Hierbij komt de duistere kant, die volgens Peckinpah bij ieder mens zichtbaar of onzichtbaar aanwezig is, naar boven. Deze escalatie van geweld kan, zoals bij The Wild Bunch, in een groepje mannen plaatsvinden, of, zoals bij Straw Dogs, bij 1 persoon.
- Het derde thema is de slechtheid van de mens in verhouding tot de goedheid van de natuur. Peckinpah laat voortdurend zien dat de mensheid slecht is: in het begin van The Wild Bunch zie je dat kinderen een schorpioen aan het pesten zijn door hem in een bak met mieren te gooien. Peckinpah laat ons hiermee zien dat de slechtheid al van geboorte af aan in de mens zit. Daar tegenover laat Peckinpah zien hoe mooi en vredig de natuur is. We zien prachtige panorama shots van het landschap en extreme close-ups van insecten, vogels en hagedissen. De natuur is een wereld vol harmonie die wars is van de rare mensenwereld.
- Toch is niet alles van de menselijke natuur slecht. Peckinpah laat altijd zien dat thema's als vriendschap, loyaliteit, familiebanden en liefde blijven bestaan ondanks al het geweld. De hoofdpersonages maken veelvuldig gebruik van deze thema's.
- Het vijfde thema is de teloorgang van een tijdperk. Vaak het wilde westen. Oude tradities en normen en waarden verdwijnen en moderne techniek en kapitalisme komen ervoor in de plaats. De tegenstelling tussen oud en nieuw heeft altijd invloed op de personages. Ook heeft Peckinpah een fascinatie voor de Mexicaanse cultuur: de films spelen zich meestal af in Mexico en laten met veel liefde de oude Mexicaanse gewoontes en culturen zien.
- Het meest herkenbare handelsmerk van Peckinpah is de mannelijkheid en het nihilisme, wat bijna al zijn films kenmerkt. De personages zijn steevast echte kerels: ongeschoren, slordig gekleed, stoer, nergens bang voor en immer voorzien van een fles drank. Maar net als in het echt, hebben deze mannen ook altijd een zwakke kant, een kant die ze het liefst willen verbergen.

Visuele kenmerken:
- De grootste bijdrage die Peckinpah heeft geleverd aan de cinematografie is zijn filmgrammatica in het filmen van actiescènes. In veel van zijn films zitten gewelddadige schietpartijen waarbij de personages geraakt worden en in slow motion neervallen. Ook monteerde hij de vuurgevechten zo snel en sierlijk dat het haast een dynamisch ballet begon te worden. Verder liet hij als eerste regisseur openlijk bloed vloeien tijdens vuurgevechten. Nu zijn deze kenmerken heel vanzelfsprekend, maar toen, in de jaren 60, volstrekt uniek en vernieuwend.
- Peckinpah gebruikte vaak een freeze frame in openingstitels.

## Betekenis voor de filmgeschiedenis
Peckinpah heeft vooral op het technische vlak een enorme invloed op de filmgeschiedenis gehad. Zijn razendsnelle montage, dynamische camerabewegingen en zijn voorliefde voor slow motion en close-ups waren destijds revolutionair. Vandaag de dag is er bijna geen actiefilm te bedenken die niet door het werk van Peckinpah is beïnvloed.

## Films
- 1961: The Deadly Companions
- 1962: Ride the High Country
- 1965: Major Dundee
- 1969: The Wild Bunch
- 1970: The Ballad of Cable Hogue
- 1971: Straw Dogs
- 1972: The Getaway
- 1972: Junior Bonner
- 1973: Pat Garrett and Billy the Kid
- 1974: Bring Me the Head of Alfredo Garcia
- 1975: The Killer Elite
- 1977: Cross of Iron
- 1978: Convoy
- 1983: The Osterman Weekend